# Grease (canção)
Grease é o título da canção do musical cinematográfico Grease, que foi baseado na peça de teatro de mesmo nome. A canção foi interpretada por Frankie Valli e foi apresentada duas vezes na trilha sonora do filme, como na primeira faixa e reprisada como na faixa final. Tornou-se o single No. 1 nos Estados Unidos em 1978 e também alcançou o No. 40 nas paradas da R & B no mesmo ano. A canção foi escrita por Barry Gibb dos Bee Gees. The Bee Gees, mais tarde, executariam a canção em concertos, como em seu álbum ao vivo One Night Only.